# 1407 az irodalomban
Az 1407. év az irodalomban.

## Halálozások
- 1407 – Pedro López de Ayala spanyol költő, történetíró (* 1332)